# Aka-Bo jezik
Aka-Bo jezik (ba, bo; ISO 639-3: akm), izumrli velikoandamanski jezik kojim je govorilo istoimeno pleme Aka-Bo na središnjoj istočnoj obali otoka North Andaman i na otoku North Reef u Andamanima, Indija.
Pripadao je sjevernoj podskupini. Posljednja pripadnica plemena koja je govorila ovim jezikom bila je Boa Senior, poznata kao chaachii.  Umrla je 26. dana u siječnju 2010. godine u bolnici u Port Blairu, dva mjeseca nakon smrti njezinog prijatelja i suplemenika Boro Seniora

## Vanjske poveznice
- Ethnologue (14th)
- Ethnologue (15th)